# F. Stoltzenberg

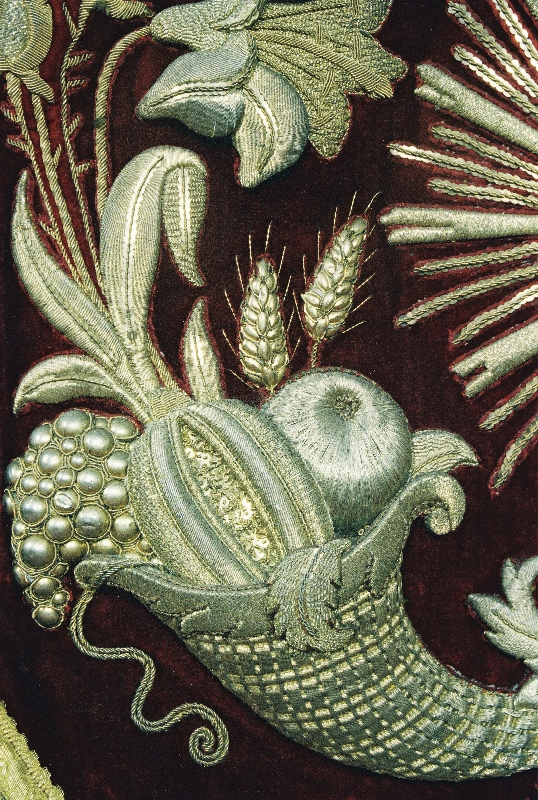
Detail van een koorkap van F. Stoltzenberg uit 1847. Sint-Jacobus de Meerderekerk te Den Dungen.

F. Stoltzenberg was een atelier en handel in goudborduurwerk en kerktextiel, gevestigd in de Nederlandse stad Roermond (ca. 1838-1907).

## Oprichting
In 1838 vestigen de textielhandelaar François Charles Stoltzenberg (1805-1875) en zijn echtgenote Lucia Henriëtte Receveur (1816-1852) zich aan de Markt in Roermond. In datzelfde jaar reisden zij door België, waar zij in aanraking kwamen met de herleefde kunst van het goudborduren. Kort na hun terugkomst richtten zij zelf een goudborduuratelier op. De eerste medewerkers moeten opgeleid zijn in al bestaande ateliers, waarschijnlijk in België.

## Borduur- en naaiatelier
Over de productie uit de eerste jaren van het bedrijf Stoltzenberg is weinig bekend. De eerste gegevens dateren uit 1852. Op dat moment wordt het bedrijf aangeduid als 'fabriek van goudborduurwerken, van kerkstoffen en ornamenten'. In het borduuratelier werkten twaalf mannen. Naast het goudborduuratelier was er een atelier waar stoffen uit Lyon verwerkt werden. Daar waren rond de zeven vrouwen in dienst. Lyon was in deze tijd zonder meer de belangrijkste zijdestad van Europa. Vele tientallen bedrijven hielden zich bezig met het vervaardigen van kerkstoffen en paramenten, waarvan het merendeel werd geëxporteerd. In januari 1858 logeerde 'de heer Henry fabrikant van kerkornamenten te Lyon' enkele dagen bij Stoltzenberg. Het moet hier gaan om een lid van het beroemde huis Henry dat al vóór 1750 bestond en zowel zijden stoffen, passementen, borduurwerken als kerkornamenten leverde. Onder J.A. Henry (periode 1868-1907) groeide het huis uit tot een van de grotere en vernieuwende leveranciers.

## Cuypers & Stoltzenberg

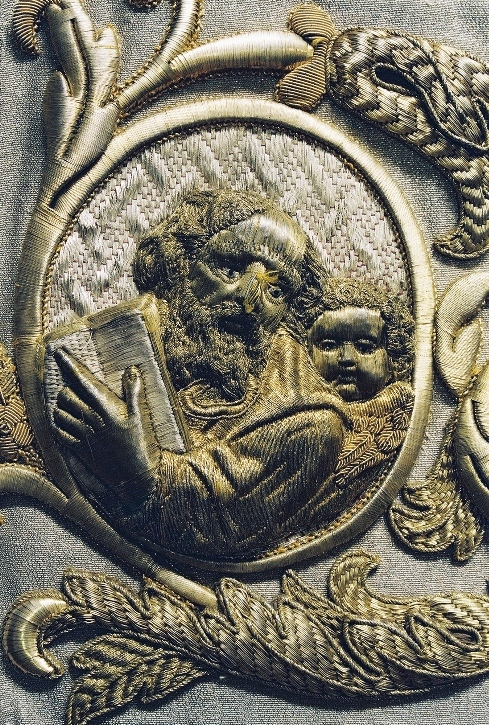
Borstbeeld van Matteüs op een kazuifel van F. Stoltzenberg uit circa 1845-1850. Krijtberg te Amsterdam (nu in Museum Amstelkring).

In 1852 overleed Jet Stoltzenberg-Receveur. Zij liet haar echtgenoot een aanzienlijke som geld na. Dit maakt het voor hem mogelijk samen met P.J.H. Cuypers en E.F. Georges (die in 1854 alweer zou vertrekken) een tweede bedrijf - in kerkelijk beeldhouwwerk - op te richtten, bekend als Atelier Cuypers-Stoltzenberg. Het atelier van Stoltzenberg werkte onafhankelijk van deze vennootschap. Waarschijnlijk mocht Cuypers zich volgens het contract niet eens op dezelfde markt begeven.

## Stijlen
In hetzelfde jaar exposeerde Stoltzenberg op de nijverheidstentoonstelling van Arnhem. Er was uiteenlopend werkte zien in verschillende stijlen, namelijk een vaandel in 'Bizantijnschen stijl', een kazuifelkruis 'in kleuren en goud', één 'den stijl der XVde eeuw geïmiteerd', en één 'rijk met goud geborduurd in de stijl der grijze middeneeuwen, met verheven borstbeelden'. In Nederland zijn enkele kazuifels die voldoen aan de laatste beschrijving. Zij zijn versierd met de bustes van de vier apostelen in hoogliggend goudborduurwerk. De kwaliteit van het borduurwerk is zeer goed, er worden verschillende soorten gouddraad en steken toegepast, de compositie van ranken, bloemen en druiven is levendig en beweeglijk. Het heeft een kwaliteit die op dat moment alleen door het Amsterdamse atelier van Paulus Sutorius & Co benaderd wordt.

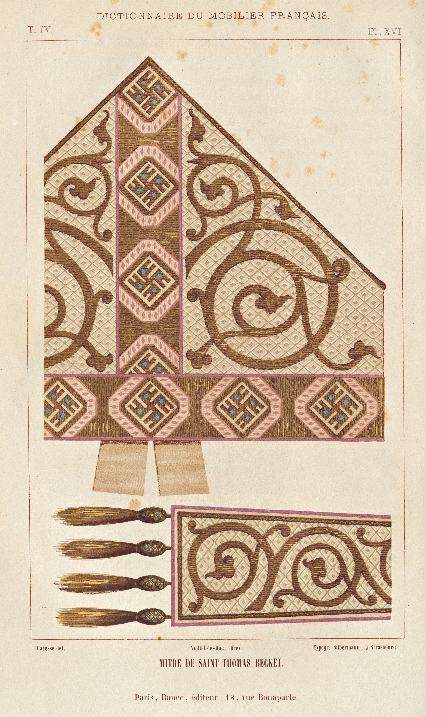
Mijter van Thomas van Canterbury, afgebeeld in een publicatie van Viollet-le-Duc uit 1873.

In 1855 exposeerde Stoltzenberg op de wereldtentoonstelling te Parijs. Hij liet onder andere een mijter zien waarvan de vormgeving ontleend was aan die van Thomas van Canterbury. De paramenten van Thomas van Canterbury (1118-1170), bewaard in de kathedraal van Sens, werden in deze tijd herontdekt door de neogotische beweging en besproken in alle belangrijke publicaties. Ze inspireerden vele paramentenateliers tot vernieuwing en moeten zeker bij Stoltzenberg bekend zijn geweest.
Naast de mijter toonde hij twee stola's, gedecoreerd met elkaar overlappende cirkels en vierkanten. Hij lijkt zich ook hiervoor geïnspireerd te hebben op historische stukken, namelijk de middeleeuwse stola’s die afgebeeld werden in een artikel van Victor Gay, gepubliceerd in de Annales archéologiques uit 1847.
Duidelijk is dat Stoltzenberg werk maakte in vele stijlen. Op de tentoonstelling in Haarlem van 1861 wordt dit bevestigd. De daar getoonde kazuifels zijn versierd met 'in zijde geborduurde beeldjes', wijzend op invloed van de neogotiek, maar er is ook sprake is van 'antiek borduurwerk in fijn goud', wapenschilden in zijde en goud geborduurd en gouden borduurwerk 'style renaissance'.

## Waardering

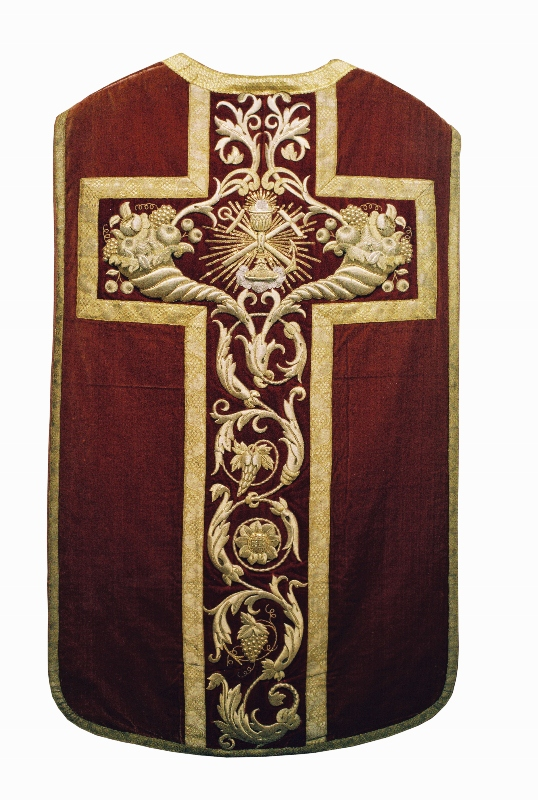
Kazuifel van F. Stoltzenberg uit 1847. Sint-Jacobus de Meerderekerk te Den Dungen.

Het atelier van Stoltzenberg stond goed bekend en verwierf vele prijzen. De waardering van tijdgenoten was eveneens groot. In de Annales archéologiques van Didron wordt Stoltzenberg verscheidene malen aangeprezen als goed alternatief voor de Belgische ateliers, die bekendstonden om hun barokke overdaad. Maar in beide artikelen wordt zijn 'moderne' werk afgekeurd in sterke bewoordingen, zoals een recensent stelde: 'M. Stolzenberg sacrifie encore quelquefois aux faux dieux'.

## Concurrentie
Na een periode van bloei liepen de zaken eind jaren vijftig een stuk minder. In 1859, op het moment dat er onderhandelingen over een nieuw contract gaande waren, besprak Stoltzenberg zijn problemen met zijn compagnon P.J.H. Cuypers. Cuypers schreef hierover: ‘Vandaag is hij naar zijn familie naar Venlo, om raad te vragen. Hij zit zeer in ’t naauw. Gisteren avond heeft hij bekend dat hij zonder mij zelfs in zijn privaat zaak weinig meer kon verrichten, en dat eene scheiding tusschen ons beiden hem zoude ruineren’. In 1861 werkten er nog tien mensen in de zaak. De hoeveelheid medewerkers fluctueerde vanaf dat moment tot Stoltzenbergs overlijden in 1875 tussen de tien en vijftien. In zijn eigen plaats Roermond ondervond Stoltzenberg concurrentie van het bedrijf van zijn voormalige medewerkers Van Hove en Laumen, die in 1863 voor zichzelf waren begonnen. Ook andere concurrenten kwamen uit de eigen gelederen, bijvoorbeeld de Bossche ‘Fabriek van Kerkornamenten’ van M. Kluijtmans, opgericht voor 1865.

## F.M.H. Stoltzenberg

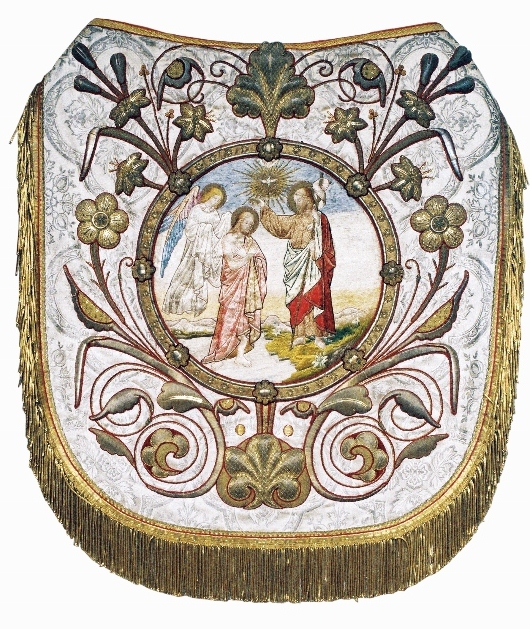
Koorkap van F. Stoltzenberg met afbeelding van de doop in de Jordaan, circa 1875-1900. O.L.V. Rozenkranskerk te Schiedam.

In 1875 volgde Frans Marie Hubert Stoltzenberg (1838-1909) zijn vader op, in het paramentenatelier en als zakenpartner van Pierre Cuypers. De hoeveelheid werknemers in het atelier varieerde in de hierop volgende jaren tussen de acht en vijftien. Onder leiding van Frans Hubert Stoltzenberg won het opnieuw vele prijzen.
Dankzij een bewaard gebleven catalogus uit 1890 is het mogelijk een goed beeld te schetsen van de uiteenlopende productie van het bedrijf. Er konden paramenten in alle prijsklassen besteld worden: met galon, geweven kruis en kolom, gebrocheerd geweven kruis en kolom, in contour getamboureerd, geborduurd, in goud of veelkleurige zijde, of in zijde geborduurde beeldjes of groepen, dit laatste als specialiteit van het atelier. De prijzen van een kazuifel liepen uiteen van ƒ 20 tot meer dan ƒ 800.

## Bloei van de neogotiek

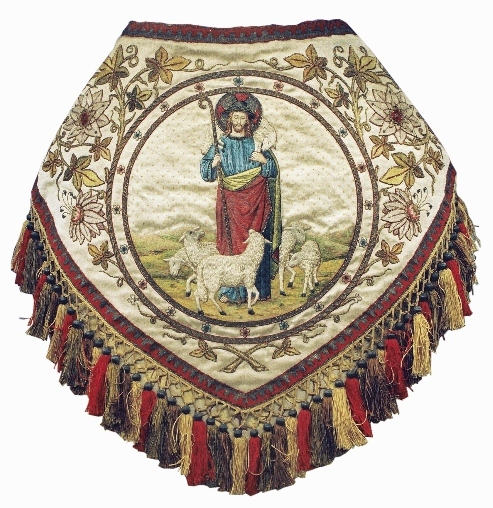
Koorkap van F. Stoltzenberg voor Henricus van de Wetering, met afbeelding van de Goede Herder, circa 1895.

In de laatste decennia van de negentiende eeuw zijn alle paramenten van Stoltzenberg vormgegeven in neogotische stijl. Kenmerkend is het in zijde geborduurde, centraal geplaatste medaillon, in een dubbele, cirkelvormige omlijsting, omgeven door ranken die ontleend zijn aan de middeleeuwse vormentaal. Kenmerkend zijn de waaiervormige halve blaadjes. Deze ranken zijn aanvankelijk nog uitgevoerd in overdadig goudborduurwerk, maar worden later ook in kleurig zijdeborduurwerk uitgevoerd.
Een mooi voorbeeld is de witte koorkap die vervaardigd werd voor de in 1895 benoemde Utrechtse aartsbisschop Henricus van de Wetering (1850-1929). Het tafereel met Christus als Goede Herder is omgeven door rankenwerk van kleurige passiebloemen op een ondergrond van satijn. De aurifriezen tonen heiligen, geplaatst onder sobere gotische arcades, tegen een achtergrond van kleine geborduurde sterren tegen een witte grond.
De technische uitvoering van het atelier Stoltzenberg is onberispelijk. In 1892 werd in de etalage van Cox te Utrecht een vaandel van Stoltzenberg opgesteld dat zo fraai gevonden werd, dat er in de Maas- en Roerbode een artikel aan werd gewijd. De kleurige uitvoering roept een jubelend commentaar op waarin zelfs wordt gesteld dat ‘wat conceptie betreft de ouderen zeer hoog hebben gestaan, wat technische uitvoering aangaat worden zij zeker door de mannen van het einde der 19e eeuw voorbijgestreefd’.

## Opheffing
Bij Stoltzenberg was ondertussen het idee ontstaan zich in de Verenigde Staten te gaan vestigen. In 1892 werd het compagnonschap met Cuypers ontbonden, het atelier voor kerktextiel werd overgenomen door Stoltzenbergs zusters Carolina Maria Hubertina (1845-1934) en Marie Hubertine Hortense Pauline (1850-1937). Rond 1893 vertrok Stoltzenberg naar New York, waar hij tot na 1905 kerkelijke kunst zou leveren. Zijn Utrechtse vertegenwoordigers J. Cox en W.H.H. Charles begonnen in 1896 voor zichzelf. In 1907 werd het Roermondse atelier overgenomen door J.W. Janssen uit Tilburg, die het nog tot in de jaren twintig zou voortzetten.

## Tentoonstellingen
- 1855: Wereldtentoonstelling, Parijs (brons)
- 1856: Tentoonstelling van Limburghse Nijverheid, Maastricht (verguld)
- 1861: Algemeene Nationale Tentoonstelling, Haarlem (goud)
- 1866: Algemene tentoonstelling van Nederlandsche nijverheid en kunst, Amsterdam
- 1867: Wereldtentoonstelling, Parijs (zilver)
- 1877: Tentoonstelling van kunst toegepast op nijverheid, Amsterdam (goud)
- 1879: Nationale tentoonstelling van Nederlandsche en koloniale nijverheid, Arnhem
- 1883: Wereldtentoonstelling, Amsterdam
- 1893: Wereldtentoonstelling, Chicago (viermaal goud)

## Belangrijkste werken

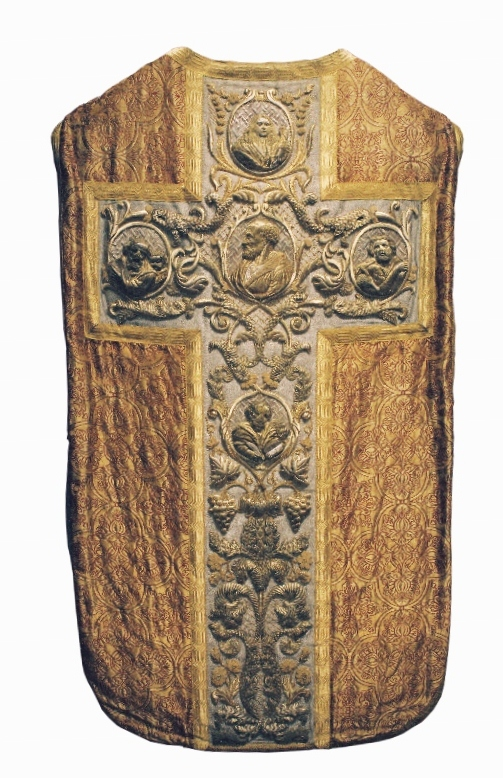
Kazuifel van F. Stoltzenberg met borstbeelden van de vier evangelisten, circa 1845-1850. Krijtberg te Amsterdam (nu in Museum Amstelkring).

- Driestel met hoorns des overvloeds, Uden en ‘s-Hertogenbosch
- Kazuifel met apostelen, Krijtberg te Amsterdam (nu in Museum Amstelkring)
- Vaandel van de harmonie van St. Cecilia te Rolduc
- Gouden stel Sint-Dominicuskerk te Alkmaar (nu in Museum Catharijneconvent)
- Koorkap Sint-Johannes de Doperkerk te Schiedam
- Kazuifel Sint-Petruskerk te Woensel (nu in Museum voor Religieuze Kunst te Uden)
- Koorkap Utrechtse aartsbisschop Henricus van de Wetering (nu in Museum Catharijneconvent)

## Vertegenwoordigers
- Utrecht: G.J. Funnekotter (ca. 1869-1883), P. Cox (1883-1896)
- ’s-Hertogenbosch: J.A. Moonen (ca. 1884), J. Mulder-Herzet (ca. 1892)
- Amsterdam: J. Wennen-Vinkesteyn (ca. 1887-1917)
- Utrecht: P.P.W. Bouman (ca. 1904)